# James Manos, Jr.
James Manos, Jr. ist ein US-amerikanischer Fernsehproduzent und Drehbuchautor für Fernsehserien und HBO-Filme.

## Leben
Manos studierte an der Colgate University in Hamilton, New York in den Fächern Englisch und Theater. Danach studierte er das Fach Regie an der Royal Academy of Dramatic Art in London. In New York studierte er weiterhin Schauspiel und unterrichtete Schauspielklassen. Ferner führte er Regie in verschiedenen Theateraufführungen.

## Veröffentlichungen
- 2000: Little Ellie Claus, Pocket Books, New York City, USA, ISBN 0-7434-0624-9.

## Fernseharbeiten
- 1993. Produzent des Fernsehfilms The Positively True Adventures of the Alleged Texas Cheerleader-Murdering Mom
- 1999: Co-Produzent und Drehbuch für die erste Staffel von Die Sopranos.
- 2002: Produzent und Drehbuch bei zwei Staffeln von The Shield – Gesetz der Gewalt.
- 2006–2013: Idee, Produzent und Drehbuch für 96 Episoden Dexter.

Fürs Fernsehen und HBO produzierte Manos The Positively True Adventures of the Alleged Texas Cheerleader-Murdering Mom mit Holly Hunter und Beau Bridges. Dieser Film war sechsmal für die Emmy nominiert und gewann den Preis dreimal. Ferner erhielt er einen CableACE Award für den besten Film des Jahres. Weitere Produktionen waren Apollo 11 und The Ditchdigger’s Daughters.